# ザビット・マゴメドシャリポフ
ザビット・マゴメドシャリポフ（ロシア語: Забит Магомедшарипов, ラテン文字転写: Zabit Magomedsharipov、1991年3月1日 - ）は、ロシアの男性元総合格闘家。ダゲスタン共和国ハサヴユルト出身。ヒカルド・アルメイダ柔術所属。元ACBフェザー級王者。

## 来歴
ソビエト連邦ロシア・ソビエト連邦社会主義共和国ダゲスタン自治ソビエト社会主義共和国（現ダゲスタン共和国）でアヴァール人の家系に生まれた。10歳からレスリングを、その後、散打を始め、2003年から国立の学術機関である全寮制の武術学校「Пять сторон света（Five Directions of the World）」に入学。1日に3回訓練が行われ、帰宅を許されるのは月に1日のみという厳しい環境で10年間以上過ごした。散打では欧州選手権とワールドカップで優勝し、2012年にプロ総合格闘技デビューした。

### ACB
2014年11月14日、ACBフェザー級グランプリ1回戦でオルジュ・ザマノフと対戦し、ギロチンチョークで2R一本勝ち。2015年3月21日、準決勝でアルタク・ナザリャンと対戦し、棄権により2RTKO勝ち。10月24日、決勝でアブドゥル＝ラクマン・テミロフと対戦し、ギロチンチョークで1R一本勝ち。グランプリ優勝を果たした。
2016年3月9日、ACBフェザー級王座決定戦でシェイク＝マゴメド・アラプカノフと対戦し、左フックで1RKO勝ち。王座獲得に成功した。
2016年9月17日、ACBフェザー級タイトルマッチでJungle Fightフェザー級王者ヴァウジネス・シウバと対戦し、パウンドで1RTKO勝ち。王座の初防衛に成功した。

### UFC
2017年9月2日、UFC初参戦となったUFC Fight Night: Volkov vs. Struveでマイク・サンティアゴと対戦し、リアネイキドチョークで2R一本勝ち。パフォーマンス・オブ・ザ・ナイトを受賞した。
2017年11月25日、UFC Fight Night: Bisping vs. Gastelumでシェイモン・モラエスと対戦し、アナコンダチョークで3R一本勝ち。パフォーマンス・オブ・ザ・ナイトを受賞した。
2018年4月7日、UFC 223でカイル・ボフニャクと対戦し、1Rと2Rは圧倒し、3Rに激しい打撃戦を繰り広げて3-0の判定勝ち。ファイト・オブ・ザ・ナイトを受賞した。
2018年9月8日、UFC 228でブランドン・デイビスと対戦し、バックからの膝十字固めでハムストリングを極めて2R一本勝ち。
2019年3月2日、UFC 235でフェザー級ランキング6位のジェレミー・スティーブンスと対戦し、3-0の判定勝ち。  
2019年11月9日、UFC Fight Night: Zabit vs. Kattarでフェザー級ランキング11位のカルヴィン・ケイターと対戦し、3-0の判定勝ち。ファイト・オブ・ザ・ナイトを受賞した。
2020年8月29日、UFC Fight Night: Smith vs. Rakićでフェザー級ランキング5位のヤイール・ロドリゲスと対戦予定であったが、ロドリゲスが足首を負傷し中止となった。
2022年6月15日、UFCへ引退を通知したことが発表された。

## 人物・エピソード
- 同じく総合格闘家のハサン・マゴメドシャリポフは実弟[6]。

## 戦績
| 総合格闘技 戦績 | 総合格闘技 戦績 | 総合格闘技 戦績 | 総合格闘技 戦績 | 総合格闘技 戦績 | 総合格闘技 戦績 | 総合格闘技 戦績 |
| --------------- | --------------- | --------------- | --------------- | --------------- | --------------- | --------------- |
| 19 試合         | (T)KO           | 一本            | 判定            | その他          | 引き分け        | 無効試合        |
| 18 勝           | 6               | 7               | 5               | 0               | 0               | 0               |
| 1 敗            | 0               | 1               | 0               | 0               | 0               | 0               |

| 勝敗 | 対戦相手                         | 試合結果                         | 大会名                                                                 | 開催年月日     |
| ○    | カルヴィン・ケイター             | 5分3R終了 判定3-0                | UFC Fight Night: Zabit vs. Kattar                                      | 2019年11月9日  |
| ○    | ジェレミー・スティーブンス       | 5分3R終了 判定3-0                | UFC 235: Jones vs. Smith                                               | 2019年3月2日   |
| ○    | ブランドン・デイビス             | 2R 3:46 膝十字固め               | UFC 228: Woodley vs. Till                                              | 2018年9月8日   |
| ○    | カイル・ボフニャク               | 5分3R終了 判定3-0                | UFC 223: Khabib vs. Iaquinta                                           | 2018年4月7日   |
| ○    | シェイモン・モラエス             | 3R 4:30 アナコンダチョーク       | UFC Fight Night: Bisping vs. Gastelum                                  | 2017年11月25日 |
| ○    | マイク・サンティアゴ             | 2R 4:22 リアネイキッドチョーク   | UFC Fight Night: Volkov vs. Struve                                     | 2017年9月2日   |
| ○    | ヴァウジネス・シウバ             | 1R 1:54 TKO（パウンド）          | ACB 45 【ACBフェザー級タイトルマッチ】                                 | 2016年9月17日  |
| ○    | シェイク＝マゴメド・アラプカノフ | 1R 4:19 KO（左フック）           | ACB 31: Magomedsharipov vs. Arapkhanov 【ACBフェザー級王座決定戦】     | 2016年3月9日   |
| ○    | アブドゥル＝ラクマン・テミロフ   | 1R 4:16 ギロチンチョーク         | ACB 24: Grand Prix Berkut 2015 Final 【フェザー級グランプリ 決勝】     | 2015年10月24日 |
| ○    | ムハメド・ココフ                 | 2R 3:57 TKO（腕の負傷）          | ACB 20: Sochi                                                          | 2015年6月14日  |
| ○    | アルタク・ナザリャン             | 2R 4:08 TKO（棄権）              | ACB 15: Grand Prix Berkut 2015 Stage 2 【フェザー級グランプリ 準決勝】 | 2015年3月21日  |
| ○    | オルジュ・ザマノフ               | 2R 1:11 ギロチンチョーク         | ACB 11: Vol. 1 【フェザー級グランプリ 1回戦】                          | 2014年11月14日 |
| ○    | サルマト・ホドフ                 | 5分3R終了 判定3-0                | Oplot Challenge 88                                                     | 2013年11月16日 |
| ○    | セルゲイ・ソコロフ               | 2R 2:49 リアネイキッドチョーク   | Fight Nights: Krepost Selection 1                                      | 2013年9月20日  |
| ×    | イゴール・エゴロフ               | 3R 1:27 腕ひしぎ十字固め         | ProFC 47: Russia vs. Europe                                            | 2013年4月14日  |
| ○    | イフティコホル・アルボボフ       | 2R終了時 TKO（ドクターストップ） | ProFC 44: Rumble in Chekhov                                            | 2012年12月2日  |
| ○    | アブケリム・ユヌソフ             | 2R 1:56 ギロチンチョーク         | ProFC 42: Oplot                                                        | 2012年10月13日 |
| ○    | ティムル・ボラトフ               | 5分2R終了 判定3-0                | Liga Kavkaz 2012                                                       | 2012年7月3日   |
| ○    | ズマゲルジー・ゼトピスバエフ     | 1R 3:30 TKO（パンチ連打）        | Odessa Golden Cup                                                      | 2012年5月9日   |

## 獲得タイトル
- ACBフェザー級グランプリ 優勝（2015年）
- 初代ACBフェザー級王座（2016年）

## 表彰
- UFC ファイト・オブ・ザ・ナイト（2回）
- UFC パフォーマンス・オブ・ザ・ナイト（2回）